# Sarah Wedl-Wilson

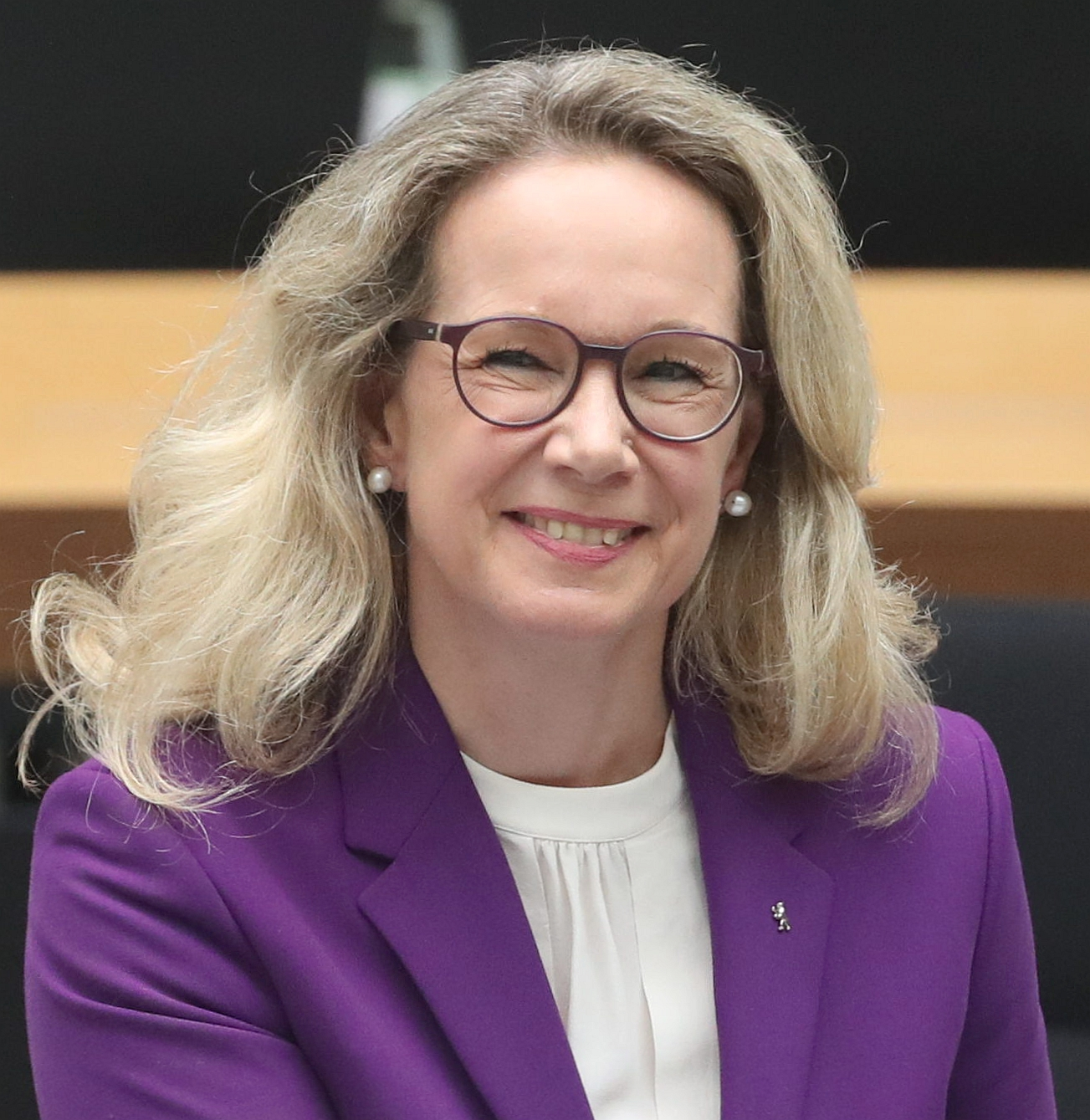
Sarah Wedl-Wilson, 2025

Sarah Wedl-Wilson (* 1969 in Watford, England als Sarah Wilson) ist eine britisch-österreichische Kulturmanagerin und Politikerin. Seit 2025 ist sie Berliner Senatorin für Kultur und Gesellschaftlichen Zusammenhalt. Zuvor war sie von 2023 bis 2025 Staatssekretärin dieser Senatsverwaltung.
Von 2014 bis 2018 war sie Vizerektorin für Außenbeziehungen sowie Interimsrektorin der Universität Mozarteum Salzburg. Von Oktober 2019 bis April 2023 war sie Rektorin der Hochschule für Musik Hanns Eisler Berlin. Zudem war sie Vorsitzende des Aufsichtsrats der Osterfestspiele Salzburg, Präsidentin des Gustav Mahler Jugendorchesters und Mitglied des Stiftungsrats der Stiftung Oper in Berlin.

## Herkunft und Ausbildung
Wedl-Wilson besuchte das älteste Mädchengymnasium im Vereinigten Königreich, die North London Collegiate School in Edgware. Schon als Kind erhielt sie intensiven Musikunterricht und studierte Violine bei Eva Gruenberg, Marta Eitler und Diana Cummings, weiters Klavier und Orgel. Sie fungierte als Konzertmeisterin in diversen Jugend- und Laienorchestern, ihr Streichquartett war mehrmals Preisträger des London Chamber Music Competition for Schools.
Sarah Wedl-Wilson studierte 1987–1991 Philologie (Französisch und Deutsch) am Emmanuel College (Cambridge) und erlangte den akademischen Grad M.A. (Cantab.). Ein Auslandsstudienjahr verbrachte sie als Lektorin am Gymnasium am Rosterberg in Siegen, wo sie Englisch und Musik unterrichtete.

## Karriere
Wedl-Wilson begann 1991 als Kulturmanagerin zunächst bei der International Management Group, London, dann ging sie zur Camerata Salzburg. Sie leitete 1996/97 das Betriebsbüro der Kölner Philharmonie und war von 1997 bis 2000 künstlerische Leiterin von Schloss Elmau. 2000 wurde sie Geschäftsführerin der Innsbrucker Festwochen der Alten Musik GmbH und leitete diese an der Seite des Künstlerischem Leiters René Jacobs über zehn Jahre. 2009 gründete sie ein Kulturberatungsunternehmen, Wilson Arts Projects, mit dem sie Kultur- und Unterrichtsprojekte initiierte, betreute und beriet. Von 2012 bis 2014 war sie Geschäftsführerin der Camerata Salzburg.

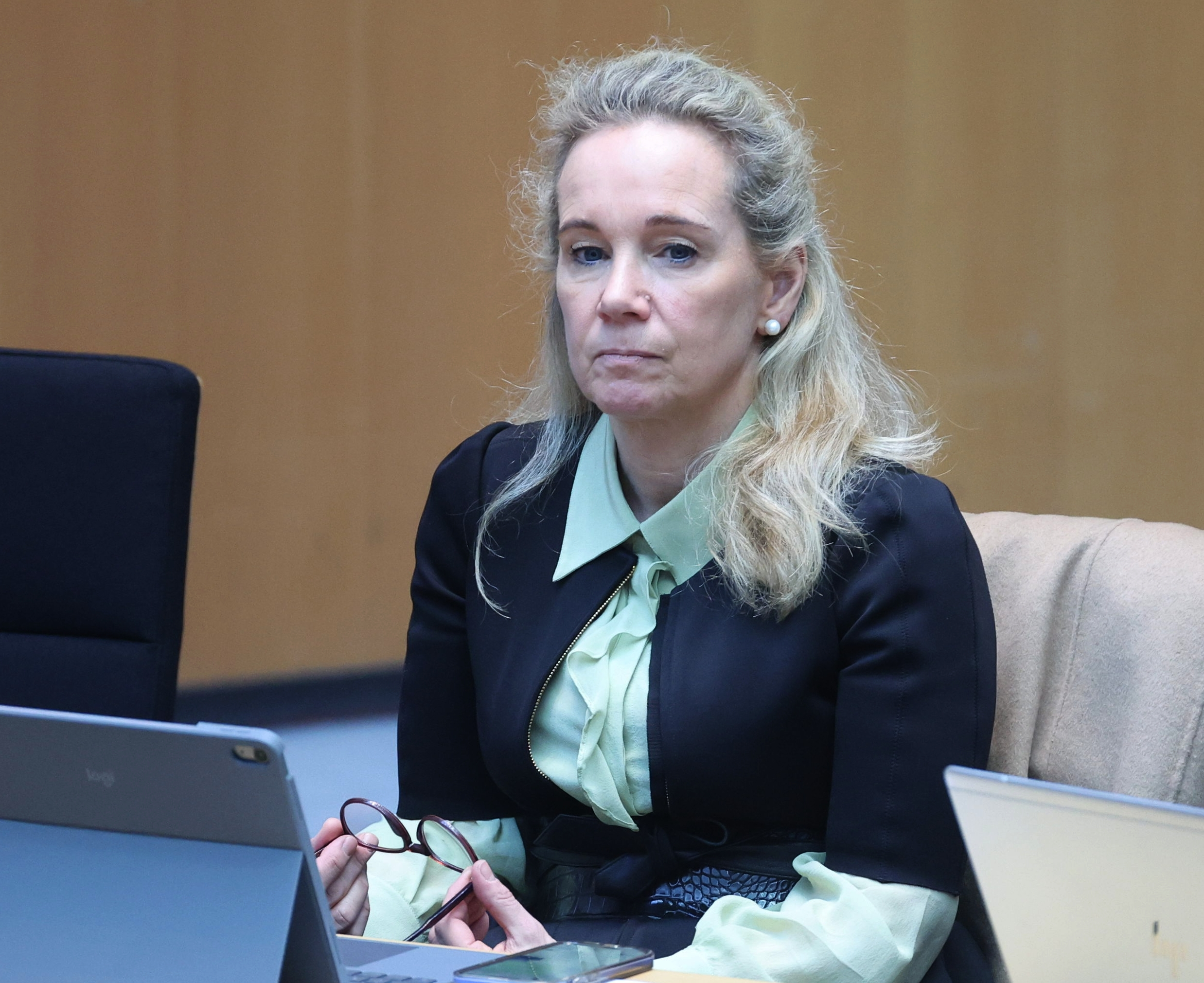
Sarah Wedl-Wilson während einer Sitzung des Berliner Abgeordnetenhauses, 2024

2014 wurde sie als Vizerektorin für Außenbeziehungen an die Universität Mozarteum Salzburg gerufen und übernahm 2017 die Interimsführung des Hauses. Von 2018 bis 2019 war Wedl-Wilson Senior Advisor bei Arts Executive Search, eines Headhuntingunternehmens im Spezialgebiet Führungskräfte im Kulturbereich. Von Oktober 2019 bis April 2023 bekleidete sie das Amt der Rektorin an der Hochschule für Musik Hanns Eisler Berlin.
Am 28. April 2023 wurde sie unter Senator Joe Chialo zur Staatssekretärin für Kultur in der Berliner Senatsverwaltung für Kultur und Gesellschaftlichen Zusammenhalt ernannt.
Am 22. Mai 2025 wurde Wedl-Wilson als Nachfolgerin von Chialo zur Berliner Kultursenatorin ernannt. Sie ist die erste Senatorin in der Geschichte Berlins ohne deutsche Staatsangehörigkeit.

## Privates
Wedl-Wilson war mit dem österreichischen Unternehmer Leopold Wedl verheiratet. Die Ehe wurde 2016 geschieden. 2020 wurde ihr die österreichische Staatsbürgerschaft verliehen.

## Funktionen, öffentliche Ämter, Ehrenämter
- 2003–2008 Mitglied des Universitätsrats, Universität für Musik und darstellende Kunst Wien
- 2011–2018 Mitglied des Verwaltungsrats, Procaffè S.p.A., Belluno (Italien)
- seit 2015 Vorsitzende des Aufsichtsrates der Osterfestspiele Salzburg, 2018/9 Leitung der Findungskommission zur Bestellung des nächsten Intendanten
- seit 2020 Präsidentin des Gustav Mahler Jugendorchesters[3]
- seit 2021 Mitglied des Stiftungsrats der Stiftung Oper in Berlin
- 2003 Gründungsmitglied im Rotary Club Innsbruck-Alpin, 2008/9 Präsidentin, 2012/13 Assistant Governor Tirol West, seit 2021 Clubwechsel nach Berlin, in den Rotary Club Berlin Nord
- 2000 Gründungsmitglied und Gastlektorin des Studiengangs Sport, Kultur und Veranstaltungsmanagement, Fachhochschule Kufstein
- seit 2018 Mitglied der Europäischen Akademie der Wissenschaften und Künste
- Für die Funktionsperiode 2023 bis 2028 wurde sie Mitglied des Universitätsrates der Universität Mozarteum Salzburg.[12]

## Auszeichnungen
- 2009 Trägerin des Tiroler Adler-Ordens in Gold
- 2013 Paul Harris Award, Rotary